# Burkina Fasos fotbollsförbund
Burkina Fasos fotbollsförbund, officiellt Fédération Burkinabé de Football, är ett specialidrottsförbund som organiserar fotbollen i Burkina Faso.
Förbundet grundades 1959 och gick med i Caf 1964. De anslöt sig till Fifa år 1964.